# Hellandite-(Ce)
La hellandite-(Ce) è un minerale appartenente al gruppo omonimo.